# 一口城主
一口城主(ひとくちじょうしゅ)とは、日本の城郭の修繕・復旧等を目的とした基金に一定の寄付を行った寄付者に与えられる名称・称号。

## 一口城主制度

### ふるさと納税としての一口城主制度
一口城主とは主に市町村等の実施する一口城主制度に、一定の寄付を行った寄付者のことである。一口城主制度の代表的な例としては、1998年から熊本市が始めた熊本城一口城主制度が知られている。同制度は一時受付終了となったが、2009年から再開されている。1990年代当時は制度がなかったが、再開時にはふるさと納税制度が始まっており、熊本城一口城主制度もその対象となった。当該制度は一万円以上を一口とし、寄付者には城内の芳名板に氏名等を記載するほか、城主証や一定期間、熊本城の観覧が無料となる城主手形の発行が受けられる。同制度開始以来、かつて、熊本城をも戦場とした西南戦争で不平士族を指揮した西郷隆盛の曽孫 西郷隆文など、これまでに全国から6億円もの資金が寄せられたものの、2016年4月14日に発生した平成28年熊本地震の発生に伴い、中止となった。しかし、熊本城も再び大きな被害を受け、一口城主制度の再開を望む声が多数市に届いたことから同年11月、熊本城復興城主制度として再開された。
。愛知県清須市でも同様に2010年に時期限定で清洲夢城主制度の名称で寄付募集が期間限定で行われている。
その他、京都市でも2011年より、世界遺産となった二条城修繕のため、ふるさと納税の一環として一口城主募金制度を実施しており、寄付者には二条城の観覧が一定期間無料となる入城証、ステッカーのほか、抽選で一日城主に選ばれる特典などが付与される。著名な寄付者としては歌舞伎俳優の坂東玉三郎が興業の売り上げの一部として50万円を寄付したことが知られる。
2014年には青森県弘前市がふるさと納税制度の一環として、「ひろさき応援寄附金」として、石垣復興応援コースへの寄付者を一口城主として城内の芳名板に氏名記載の上、寄付者に城主証、城主手形を発行する事業を実施している。また、愛媛県宇和島市でもふるさと納税制度の一環として「宇和島城一口城主」の募集を開始し、１口5千円以上の寄付を募り、寄付者には城主証等の発行を行っている他、2口以上の寄付者には市のホームページで掲載する「協力者名簿」に氏名等を記載している。近年は新たに、長野県長野市が松代城一口城主の募集を開始している。

### ふるさと納税に該当しない一口城主制度
また、大分県中津市にある中津城も1964年に再興された模擬天守はじめ城の老朽化が目立つことなどから、2012年より「徳川御連枝 奥平家居城 中津城（奥平家歴史資料館）運営基金（募金）事業 中津城 初代城主（賛助会員）募集プロジェクト」を開始し、一口1万円からの出資により、城主証や城主手形を贈っている。城主手形は寄付金額により、1万円以上が青（1年間観覧無料）、5万円以上が銀色（5年間観覧無料）、10万円以上が金（10年間観覧無料）、100万（無期限で観覧無料）となっており、10万円以上は感謝状の対象となっている。
2015年からは茨城県水戸市の旧水戸城大手門等復元整備促進実行委員会が旧水戸城の大手門整備のため、開始年度から3年間をめどに一枚瓦城主募集事業を実施し、3000円以上を1口として寄付者を募集している。同事業の特徴は寄付者の名前が瓦を記入し、復元建造物に葺くことになっている点であり、この点は全国的にも珍しい。同事業では寄付者に一枚瓦城主手形を発行しているが、3000円以上の寄付者にブロンズカード、1万円以上がシルバーカード、10万円以上がゴールドカードとなっており、その他金額に応じて特典が付与される。
本節での事例は、地方公共団体が直接実施しているものではないことから当該寄付への応募はふるさと納税の対象にならないので留意を要する。

### 報道資料
- 『朝日新聞』2008年12月6日朝刊熊本全県・2地方版
- 『朝日新聞』2010年9月18日朝刊
- 『毎日新聞』2010年3月20日地方版/熊本
- 『毎日新聞』2011年8月9日地方版/京都
- 『読売新聞』1998年4月14日西部朝刊
- 『読売新聞』2010年6月30日中部朝刊愛知2版
- 『読売新聞』2016年11月1日西部夕刊